# Marharyta Dorozhon
Marharyta Dorozhon (Dnipró; 4 de septiembre de 1987) es una atleta israelí de origen ucraniano especializada en el lanzamiento de jabalina. Nacida y criada en Ucrania, compitió por ese país hasta que se convirtió en ciudadana israelí en 2014.

## Vida personal
Dorozhon nació el 4 de septiembre de 1987 en Dnipró, capital de la Óblast de Dnipropetrovsk, en la entonces República Socialista Soviética de Ucrania. Se convirtió en ciudadana israelí en diciembre de 2014.

## Carrera deportiva
Dorozhon es entrenada por Alexander Drigol, y su agente es Jose Praia. Compite con el club israelí Hapoel Emek Hefer.

### Compitiendo con Ucrania
En el undécimo Campeonato Mundial de Atletismo Sub-20, el 19 de agosto de 2006, en el Centro Deportivo Chaoyang en Pekín (China), Dorozhon quedó en tercera posición al logra un lanzamiento de 57,68 metros. En ese momento, fue su marca personal.
En 2007, en el Campeonato Europeo de Atletismo Sub-23, que tuvo lugar en Debrecen (Hungría), obtuvo una marca de 45,15 metros, una de las más bajas de su etapa profesional, que la dejaron en el decimosexto puesto de la clasificación final. Para 2008, mejoraría posiciones con la Copa Europea en Annecy (Francia), siendo octava con 50,57 metros.
Dorozhon compitió por Ucrania en el evento de lanzamiento de jabalina femenino en los Juegos Olímpicos de Londres 2012. Llegó a quedar en el decimotercer puesto en su ronda clasificatoria (vigesimooctava en la general) con un lanzamiento de 56,74 m., sin pasar a la final.
Ganó el Memorial István Gyulai en Budapest (Hungría), con un lanzamiento de 61,31 metros a principios de julio de 2013. A finales de julio, se alzó vencedora del Campeonato de Ucrania con un lanzamiento de 62,01 m. En otros torneos de la temporada, Dorozhon viajó a España en dos ocasiones, para competir en el Meeting Iberoamericano de Atletismo que se celebró en Huelva, torneo que ganó con una marca de 58,28 metros, y a Madrid, donde compitió en su Meeting de Atletismo, siendo sexta con 57,82 metros. Asimismo, estaría en el Campeonato Mundial de Atletismo que tuvo lugar en Moscú (Rusia), donde no pasó de la ronda clasificatoria, pese a mejorar sus últimas marcas hasta los 58,23 metros.

En la temporada 2014, volvió al podio al ganar el Golden Grand Prix de Tokio, dentro del circuito del World Athletics Challenge, obteniendo el metal tras lanzarlo a 59,15 metros. También estuvo en Roma para participar en la Golden Gala, dentro de la Liga de Diamante, donde fue décima con 56,49 metros.

### Compitiendo con Israel
Dorozhon se casó con Alex Bugoslavsky, ciudadano israelí, por el que adquirió dicha nacionalidad de manera oficial en diciembre de 2014. Al mismo tiempo, cambió también su participación deportiva, comprometiéndose a representar a Israel. Poco después se unió al club Hapoel Emek Hefer. En abril de 2015, en su primera competición representando a Israel, Dorozhon estableció un nuevo récord nacional israelí con un lanzamiento de 63,34 m en la Copa Juvenil Hadassah en Hadassah Neurim.
El 26 de mayo de 2015, Dorozhon ganó el lanzamiento de jabalina de la Golden Spike Ostrava del World Athletics Challenge en Ostrava (República Checa), con un lanzamiento ganador de 63,85 metros en la segunda ronda. Al ganar el evento, derrotó a la favorita campeona olímpica de 2008 y 2012 Barbora Špotáková, que jugaba en casa, y a la campeona mundial de 2011 María Abakúmova, de Rusia. Fue su segundo récord nacional israelí de 2015. El lanzamiento fue su mejor marca personal. Dijo: "El hecho de que mi nombre apareciera junto a una bandera israelí en mi primera competencia internacional en la que representé a mi nuevo país me dio un gran honor, y espero que la gente comience a apreciar a Israel en la jabalina internacional de mujeres".
Ganó una medalla de oro y volvió a establecer un récord nacional por tercera vez en 2015 cuando representó a Israel en la prueba de la ExxonMobile Bislett Games, competición dentro del circuito de la Liga de Diamante que se celebra en Oslo (Noruega), ganando en el lanzamiento de jabalina el 11 de junio de 2015 al lanzar 64,56 metros, lo que supuso su nuevo récord personal hasta la actualidad. Nuevamente superaba a Špotáková, que ahora era bronce, y la alemana Christina Obergföll quedó séptima. El lanzamiento fue el octavo mejor del mundo hasta ese momento en 2015, e igualó la distancia del lanzamiento del cuarto lugar en los Juegos Olímpicos de Londres de 2012. Ella ganó una medalla de oro representando a Israel en los Juegos Europeos de 2015 el 21 de junio de 2015, en Bakú (Azerbaiyán), con su lanzamiento de 58 metros exactos, estableciendo un nuevo récord en dicha competición.
Compitió en otros tres torneos de la Liga de Diamante ese año: la Meeting Areva parisina, donde fue cuarta con 62,94 metros; la Aniversary Games de Londres, siendo octava con marca de 59,27 metros; y la DN Galan de Estocolmo, también octava con un registro de 57,71 metros. La última competición reseñable de ese curso fue en Pekín, donde quedó decimoquinta en la clasificación del Campeonato Mundial de Atletismo, con 61,41 metros.
Para 2016, Dorozhon no pudo hacer frente al Campeonato Europeo de Atletismo, donde se retiró a consecuencia de una lesión en la ingle. 30 Ese varapalo le supuso, pese a que cumplía con los estándares de clasificación exigidos por la IAAF para los Juegos Olímpicos, no lo hacía para el Comité Olímpico de Israel, por lo que la recuperación por la lesión de Ámsterdam se alargó, impidiendo su competición en los Juegos Olímpicos de Río de Janeiro.
Recuperada para participar en la temporada de 2017, en el mes de junio tuvo su primera cita fue en el World Athletics Challenge, en la prueba neerlandesa del Golden Spike Ostrava, en la que conseguía volver al podio y llevarse una medalla de bronce con marca de 60,93 metros. Posteriormente, en el Campeonato Europeo de Atletismo por Equipos, en la Segunda Liga en la que jugaba Israel (además en casa), se quedó a las puertas del medallero, al terminar cuarta en la prueba que tuvo lugar en Tel Aviv, con 59,35 metros. Más tarde, en los Juegos Macabeos, en Jerusalén, Dorozhon ganaba la competición femenina con un lanzamiento de 63.07 metros, clasificándose para el Campeonato Mundial de Atletismo de ese año, en Londres, donde no pasó de la ronda clasificatoria, siendo decimocuarta con 61,33 metros.
En 2019 regresaba a competir en el Campeonato Europeo de Atletismo por Equipos, nuevamente en la Segunda Liga, que esta vez tenía lugar en Varaždin (Croacia), siendo séptima en la general con un lanzamiento de 45,43 metros.

## Resultados por competición

### Por temporada
| Representando a Ucrania | Representando a Ucrania                                        | Representando a Ucrania | Representando a Ucrania | Representando a Ucrania | Representando a Ucrania |
| ----------------------- | -------------------------------------------------------------- | ----------------------- | ----------------------- | ----------------------- | ----------------------- |
| Año                     | Competición                                                    | Lugar                   | Puesto                  | Marca (m.)              |                         |
| 2006                    | Campeonato Mundial de Atletismo Sub-20                         | Pekín                   | 3.ª                     | 57,68                   |                         |
| 2007                    | Campeonato Europeo de Atletismo Sub-23                         | Debrecen                | 16.ª (H)                | 45,15                   |                         |
| 2008                    | Copa Europea                                                   | Annecy                  | 8.ª                     | 50,57                   |                         |
| 2012                    | Juegos Olímpicos                                               | Londres                 | 28ª (H)                 | 56,74                   |                         |
| 2013                    | Meeting Iberoamericano de Atletismo                            | Huelva                  | 3.ª                     | 58,28                   |                         |
| 2013                    | Meeting de Atletismo                                           | Madrid                  | 6.ª                     | 57,82                   |                         |
| 2013                    | Campeonato Mundial de Atletismo                                | Moscú                   | 10.ª (H2)               | 58,23                   |                         |
| 2014                    | World Athletics Challenge - Golden Grand Prix                  | Tokio                   | 1.ª                     | 59,15                   |                         |
| 2014                    | Liga de Diamante - Golden Gala                                 | Roma                    | 10.ª                    | 56,49                   |                         |
| Representando a Israel  |                                                                |                         |                         |                         |                         |
| Año                     | Competición                                                    | Lugar                   | Puesto                  | Marca (m.)              |                         |
| 2015                    | World Athletics Challenge - Golden Spike Ostrava               | Ostrava                 | 1.ª                     | 63,85                   |                         |
| 2015                    | Liga de Diamante - ExxonMobile Bislett Games                   | Oslo                    | 1.ª                     | 64,56                   |                         |
| 2015                    | Juegos Europeos                                                | Bakú                    | 1.ª                     | 58,00                   |                         |
| 2015                    | Liga de Diamante - Meeting Areva                               | París                   | 4.ª                     | 62,94                   |                         |
| 2015                    | Liga de Diamante - Aniversary Games                            | Londres                 | 8.ª                     | 59,27                   |                         |
| 2015                    | Liga de Diamante - DN Galan                                    | Estocolmo               | 8.ª                     | 57,71                   |                         |
| 2015                    | Campeonato Mundial de Atletismo                                | Pekín                   | 15.ª (H)                | 61,41                   |                         |
| 2016                    | Campeonato Europeo de Atletismo                                | Ámsterdam               | -                       | NM                      |                         |
| 2017                    | World Athletics Challenge - Golden Spike Ostrava               | Ostrava                 | 3.ª                     | 60,63                   |                         |
| 2017                    | Campeonato Europeo de Atletismo por Equipos - Segunda Liga     | Tel Aviv                | 4.ª                     | 59,35                   |                         |
| 2017                    | Juegos Macabeos                                                | Jerusalén               | 1.ª                     | 63,07                   |                         |
| 2017                    | Campeonato Mundial de Atletismo                                | Londres                 | 14.ª (H)                | 61,33                   |                         |
| 2019                    | Campeonato Europeo de Atletismo por Equipos - Segunda Liga     | Varaždin                | 7.ª                     | 45,43                   |                         |
| 2023                    | Campeonato Europeo de Atletismo por Equipos - Tercera División | Chorzów                 | 2ª                      | 47,23                   |                         |

### Mejores marcas
| Disciplina              | Marca    | Lugar | Fecha               |
| ----------------------- | -------- | ----- | ------------------- |
| Lanzamiento de jabalina | 64,56 m. | Oslo  | 11 de junio de 2015 |